# Arthrodesmus tenuissimus
Arthrodesmus tenuissimus là một loài Song tinh tảo trong họ Desmidiaceae, thuộc chi Arthrodesmus.